# Miroslav Nádvorník
Miroslav Nádvorník (28. května 1921 Brno – 11. června 1989 Olomouc) byl český knihovník.